# Saubens
Saubens [sɔbɛ̃s] est une commune française située dans le nord du département de la Haute-Garonne en région Occitanie.
Sur le plan historique et culturel, la commune est dans le Pays toulousain, qui s’étend autour de Toulouse le long de la vallée de la Garonne, bordé à l’ouest par les coteaux du Savès, à l’est par ceux du Lauragais et au sud par ceux de la vallée de l’ Ariège et du Volvestre. Exposée à un climat océanique altéré, elle est drainée par la Garonne, le ruisseau du Haumont, l'Ousse et par un autre cours d'eau. La commune possède un patrimoine naturel remarquable : un site Natura 2000 (« Garonne, Ariège, Hers, Salat, Pique et Neste »), un espace protégé (« la Garonne, l'Ariège, l'Hers Vif et le Salat ») et deux zones naturelles d'intérêt écologique, faunistique et floristique.
Saubens est une commune urbaine qui compte 2 351 habitants en 2022, après avoir connu une forte hausse de la population depuis 1962. Elle est dans l'agglomération toulousaine et fait partie de l'aire d'attraction de Toulouse. Ses habitants sont appelés les Saubenois ou  Saubenoises.
Le patrimoine architectural de la commune comprend un immeuble protégé au titre des monuments historiques : l'église Notre-Dame, inscrite en  1926 puis en 1991.

## Géographie

### Localisation
La commune de Saubens se trouve dans le département de la Haute-Garonne, en région Occitanie.
Elle se situe à 16 km à vol d'oiseau de Toulouse, préfecture du département, à 3 km de Muret, sous-préfecture, et à 7 km de Portet-sur-Garonne, bureau centralisateur du canton de Portet-sur-Garonne dont dépend la commune depuis 2015 pour les élections départementales.
La commune fait en outre partie du bassin de vie de Toulouse.
Les communes les plus proches sont : 
Roquettes (2,6 km), Villate (2,7 km), Pins-Justaret (2,8 km), Muret (2,8 km), Seysses (3,6 km), Roques (4,1 km), Frouzins (4,5 km), Pinsaguel (4,6 km).
Sur le plan historique et culturel, Saubens fait partie du pays toulousain, une ceinture de plaines fertiles entrecoupées de bosquets d'arbres, aux molles collines semées de fermes en briques roses, inéluctablement grignotée par l'urbanisme des banlieues.
Saubens est limitrophe de cinq autres communes.
Les communes limitrophes sont Roquettes, Muret, Pins-Justaret, Roques et Villate.
|                  | Roques La Garonne | Roquettes     |
|                  | Saubens           | Pins-Justaret |
| Muret La Garonne |                   | Villate       |

### Géologie
La commune de Saubens est établie sur la première terrasse de la Garonne dans sa partie ouest et est surplombée par un talus abrupt qui entaille profondément la molasse de l’ère tertiaire dans sa partie est.
La superficie de la commune est de 599 hectares ; son altitude varie de 147  à   195 mètres.

### Hydrographie

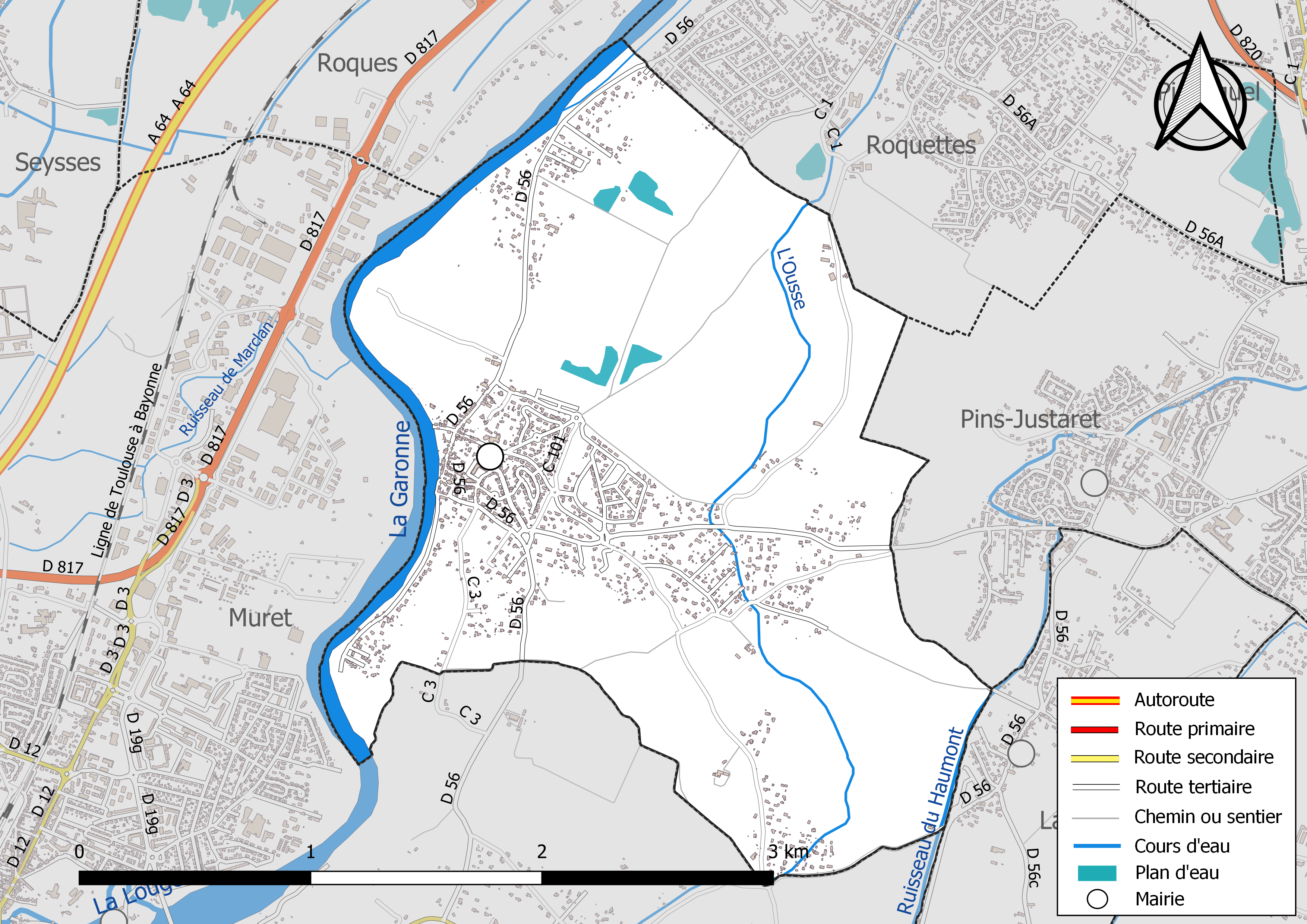
Réseaux hydrographique et routier de Saubens.

La commune est dans le bassin de la Garonne, au sein du bassin hydrographique Adour-Garonne. Elle est drainée par la Garonne, le ruisseau du Haumont, l'Ousse et par un petit cours d'eau, constituant un réseau hydrographique de 5 km de longueur totale,.
La Garonne est un fleuve principalement français prenant sa source en Espagne et qui coule sur 529 km avant de se jeter dans l’océan Atlantique.
Le ruisseau du Haumont, d'une longueur totale de 11,5 km, prend sa source dans la commune d'Eaunes et s'écoule du sud-ouest vers le nord-est. Il traverse la commune et se jette dans l'Ariège à Pins-Justaret, après avoir traversé 5 communes.

### Climat
Pour des articles plus généraux, voir Climat de l'Occitanie et Climat de la Haute-Garonne.
En 2010, le climat de la commune est de type climat méditerranéen altéré, selon une étude s'appuyant sur une série de données couvrant la période 1971-2000. En 2020, Météo-France publie une typologie des climats de la France métropolitaine dans laquelle la commune est exposée à un climat océanique altéré et est dans la région climatique Aquitaine, Gascogne, caractérisée par une pluviométrie abondante au printemps, modérée en automne, un faible ensoleillement au printemps, un été chaud (19,5 °C), des vents faibles, des brouillards fréquents en automne et en hiver et des orages fréquents en été (15 à 20 jours).
Pour la période 1971-2000, la température annuelle moyenne est de 13,3 °C, avec une amplitude thermique annuelle de 16 °C. Le cumul annuel moyen de précipitations est de 672 mm, avec 8,7 jours de précipitations en janvier et 5,3 jours en juillet. Pour la période 1991-2020, la température moyenne annuelle observée sur la station météorologique la plus proche, située sur la commune de Cugnaux à 7 km à vol d'oiseau, est de 14,3 °C et le cumul annuel moyen de précipitations est de 635,7 mm,. Pour l'avenir, les paramètres climatiques de la commune estimés pour 2050 selon différents scénarios d'émission de gaz à effet de serre sont consultables sur un site dédié publié par Météo-France en novembre 2022.

### Milieux naturels et biodiversité

#### Espaces protégés
La protection réglementaire est le mode d’intervention le plus fort pour préserver des espaces naturels remarquables et leur biodiversité associée,.
Un  espace protégé est présent sur la commune : 
« la Garonne, l'Ariège, l'Hers Vif et le Salat », objet d'un arrêté de protection de biotope, d'une superficie de 1 658,7 ha.

#### Réseau Natura 2000

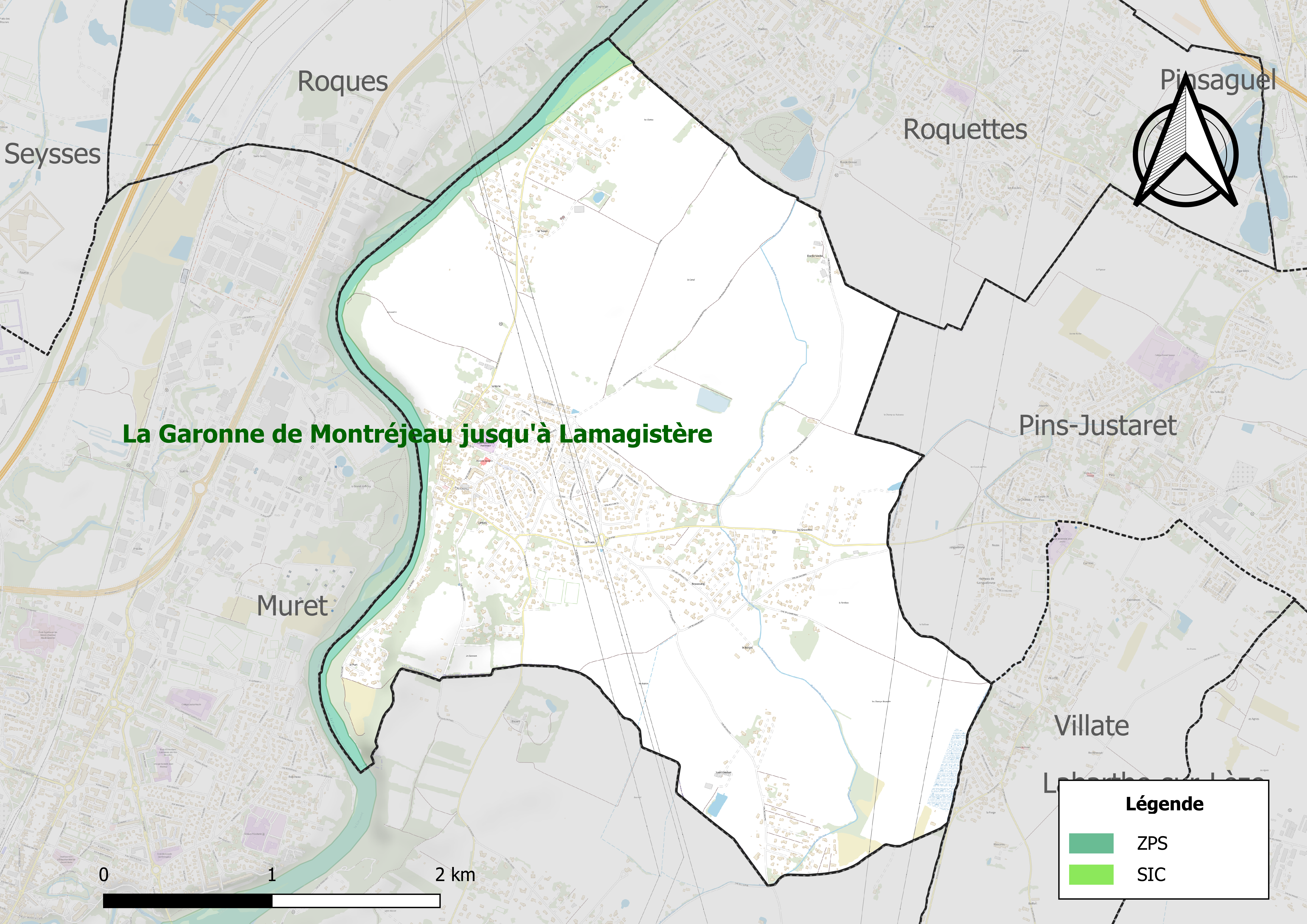
Site Natura 2000 sur le territoire communal.

Le réseau Natura 2000 est un réseau écologique européen de sites naturels d'intérêt écologique élaboré à partir des directives habitats et oiseaux, constitué de zones spéciales de conservation (ZSC) et de zones de protection spéciale (ZPS).
Un site Natura 2000 a été défini sur la commune au titre de la directive habitats : « Garonne, Ariège, Hers, Salat, Pique et Neste », d'une superficie de 9 581 ha, un réseau hydrographique pour les poissons migrateurs (zones de frayères actives et potentielles importantes pour le Saumon en particulier qui fait l'objet d'alevinages réguliers et dont des adultes atteignent déjà Foix sur l'Ariège.

#### Zones naturelles d'intérêt écologique, faunistique et floristique

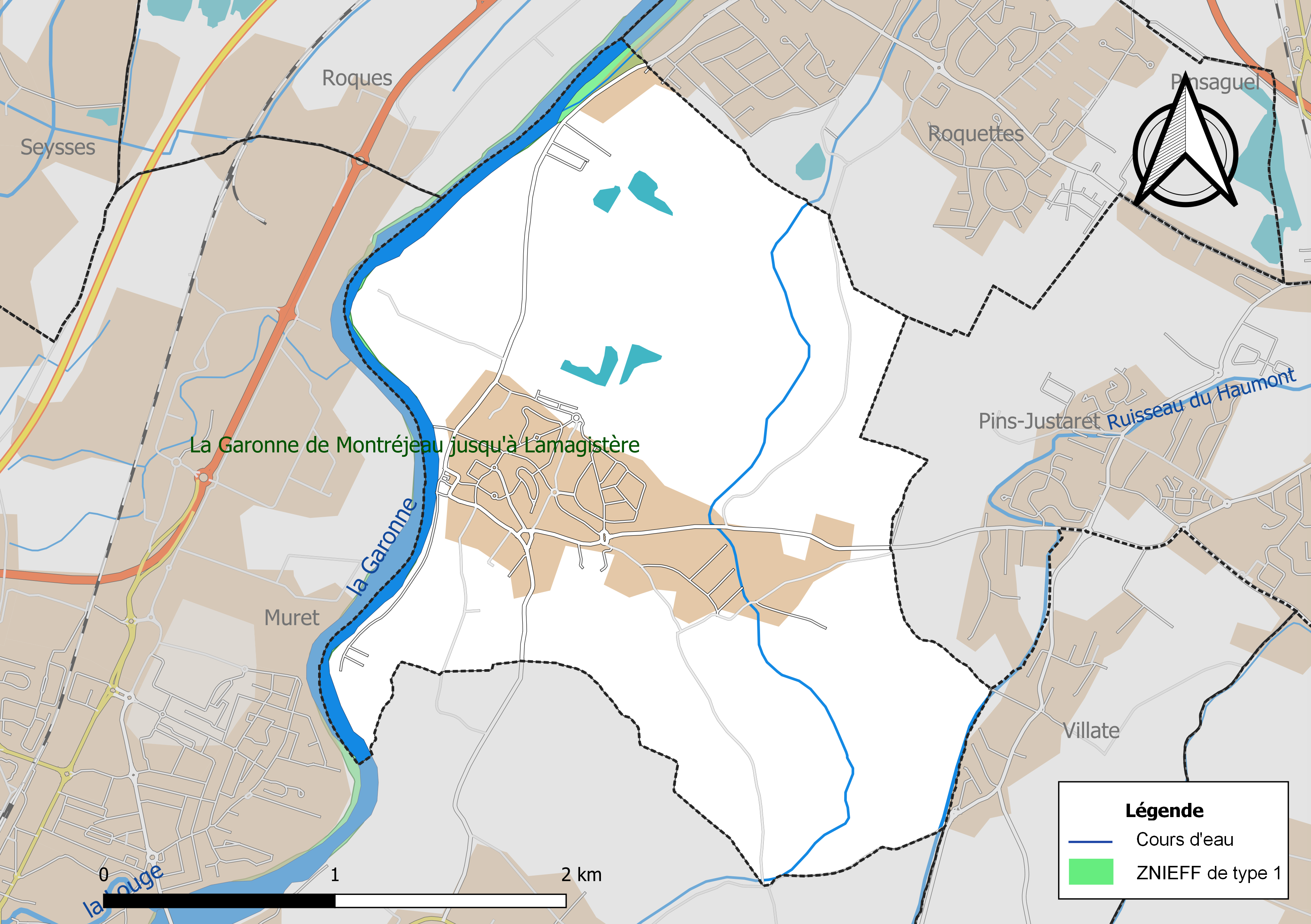
Carte de la ZNIEFF de type 1 localisée sur la commune.

L’inventaire des zones naturelles d'intérêt écologique, faunistique et floristique (ZNIEFF) a pour objectif de réaliser une couverture des zones les plus intéressantes sur le plan écologique, essentiellement dans la perspective d’améliorer la connaissance du patrimoine naturel national et de fournir aux différents décideurs un outil d’aide à la prise en compte de l’environnement dans l’aménagement du territoire.
Une ZNIEFF de type 1 est recensée sur la commune :
« la Garonne de Montréjeau jusqu'à Lamagistère » (5 075 ha), couvrant 92 communes dont 63 dans la Haute-Garonne, trois en Lot-et-Garonne et 26 en Tarn-et-Garonne et une ZNIEFF de type 2, : 
« la Garonne et milieux riverains, en aval de Montréjeau » (6 874 ha), couvrant 93 communes dont 64 dans la Haute-Garonne, trois en Lot-et-Garonne et 26 en Tarn-et-Garonne.

## Urbanisme

### Typologie
Au 1er janvier 2024, Saubens est catégorisée ceinture urbaine, selon la nouvelle grille communale de densité à sept niveaux définie par l'Insee en 2022.
Elle appartient à l'unité urbaine de Toulouse, une agglomération inter-départementale regroupant 81  communes, dont elle est une commune de la banlieue,,. Par ailleurs la commune fait partie de l'aire d'attraction de Toulouse, dont elle est une commune de la couronne,. Cette aire, qui regroupe 527 communes, est catégorisée dans les aires de 700 000 habitants ou plus (hors Paris),.

### Occupation des sols

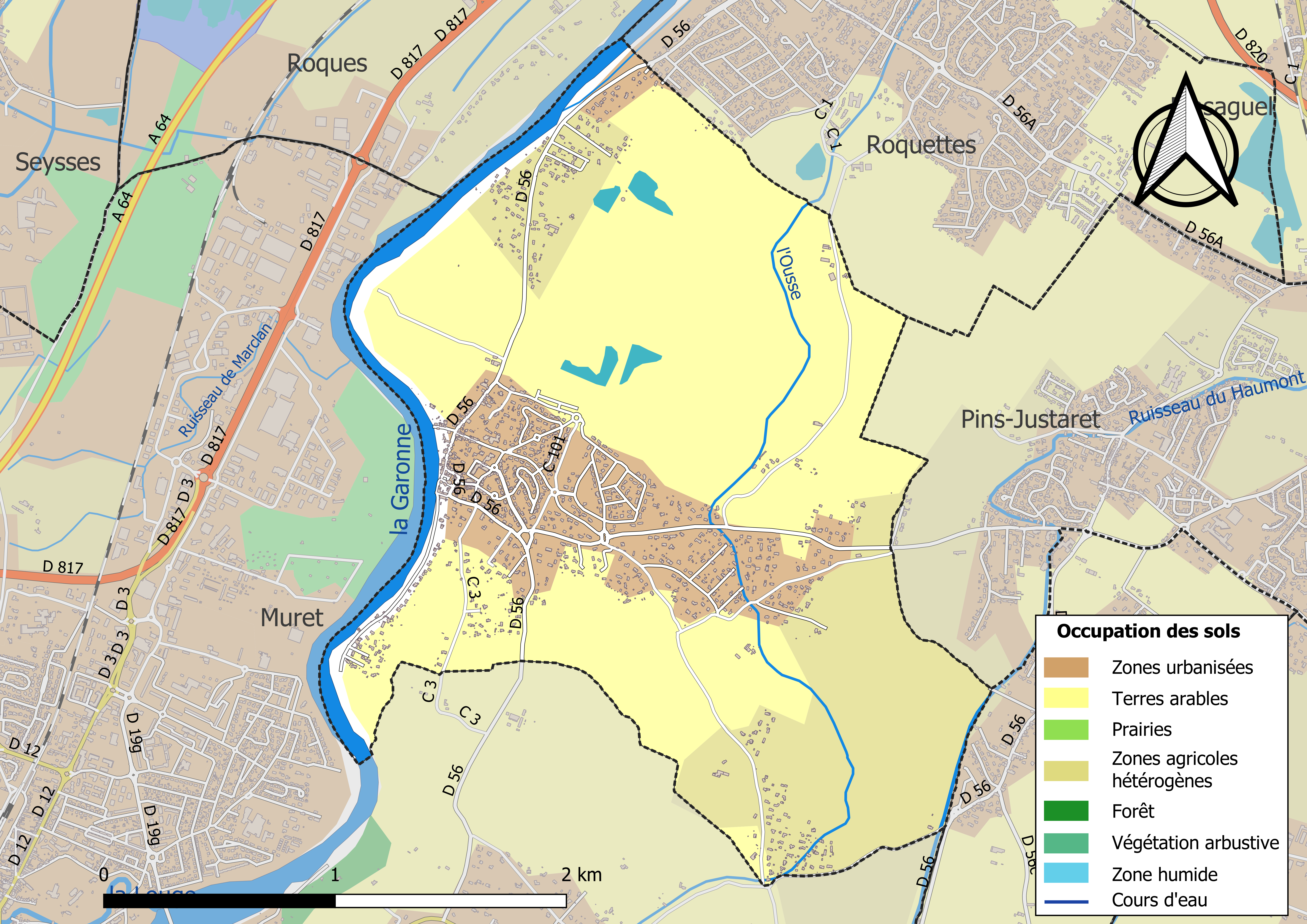
Carte des infrastructures et de l'occupation des sols de la commune en 2018 (CLC).

L'occupation des sols de la commune, telle qu'elle ressort de la base de données européenne d’occupation biophysique des sols Corine Land Cover (CLC), est marquée par l'importance des territoires agricoles (70,6 % en 2018), en diminution par rapport à 1990 (81,7 %). La répartition détaillée en 2018 est la suivante : 
terres arables (52,6 %), zones urbanisées (22,8 %), zones agricoles hétérogènes (18 %), eaux continentales (6,5 %). L'évolution de l’occupation des sols de la commune et de ses infrastructures peut être observée sur les différentes représentations cartographiques du territoire : la carte de Cassini (XVIIIe siècle), la carte d'état-major (1820-1866) et les cartes ou photos aériennes de l'IGN pour la période actuelle (1950 à aujourd'hui).

### Voies de communication et transports

#### Voies de communication
La commune est accessible par la D 56 entre Pinsaguel et Muret sur la rive droite de la Garonne.

#### Transports
La ligne 317 du réseau Tisséo relie le centre de la commune à la gare de Muret et à la gare de Portet-Saint-Simon, toutes deux desservies par la ligne D des trains urbains de Toulouse.
Les gares les plus proches de la commune sont la gare de Pins-Justaret sur la ligne de Portet-Saint-Simon à Puigcerda (frontière) et la gare de Muret sur la ligne Toulouse - Bayonne.
L'aéroport le plus proche est l'aéroport Toulouse-Blagnac.

### Risques majeurs
Le territoire de la commune de Saubens est vulnérable à différents aléas naturels : météorologiques (tempête, orage, neige, grand froid, canicule ou sécheresse), inondations, mouvements de terrains et séisme (sismicité très faible). Il est également exposé à un risque technologique, la rupture d'un barrage. Un site publié par le BRGM permet d'évaluer simplement et rapidement les risques d'un bien localisé soit par son adresse soit par le numéro de sa parcelle.

#### Risques naturels
Certaines parties du territoire communal sont susceptibles d’être affectées par le risque d’inondation par débordement de cours d'eau, notamment le ruisseau du Haumont. La commune a été reconnue en état de catastrophe naturelle au titre des dommages causés par les inondations et coulées de boue survenues en 1982, 1999, 2000, 2005, 2009 et 2022,.

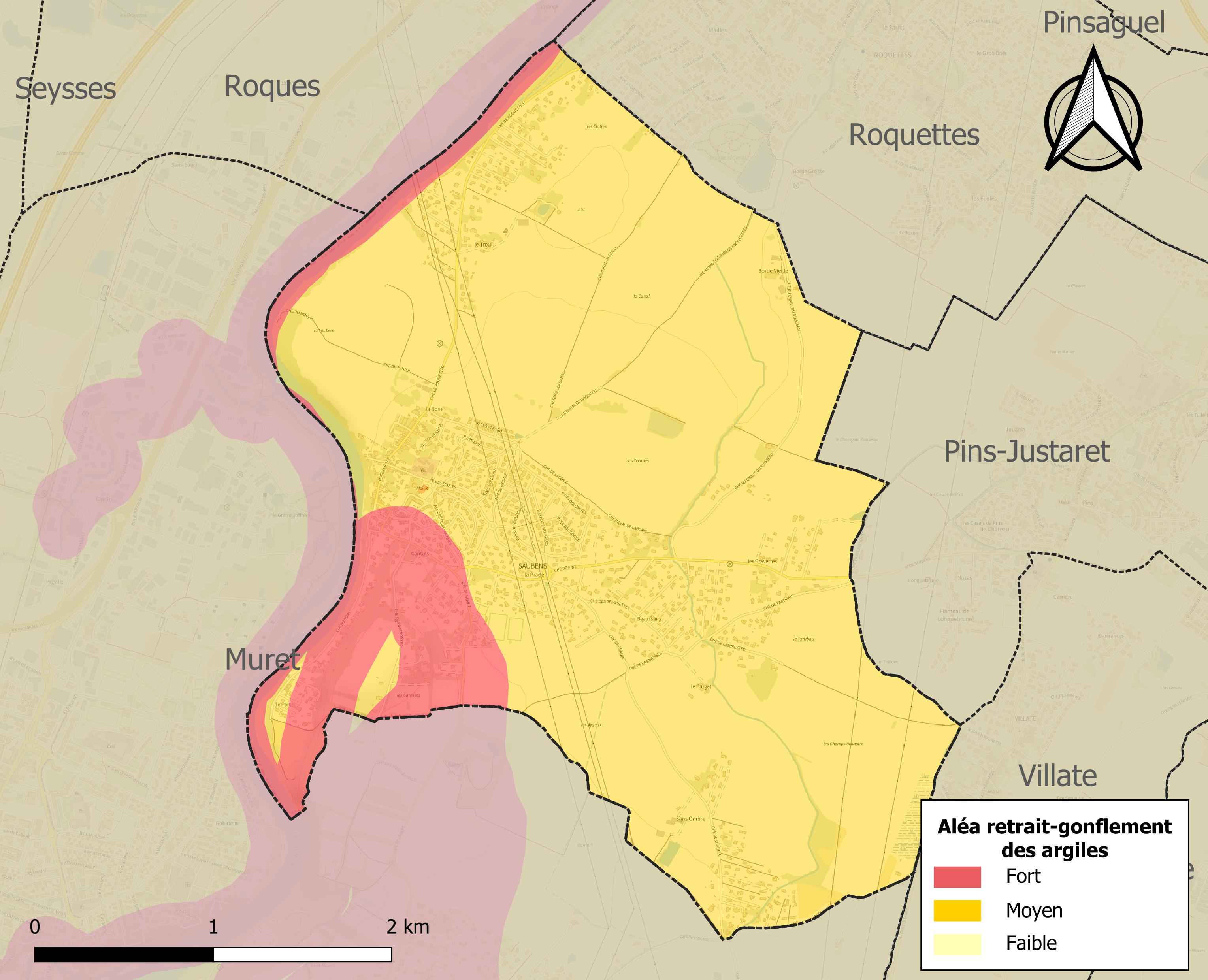
Carte des zones d'aléa retrait-gonflement des sols argileux de Saubens.

La commune est vulnérable au risque de mouvements de terrains constitué principalement du retrait-gonflement des sols argileux. Cet aléa est susceptible d'engendrer des dommages importants aux bâtiments en cas d’alternance de périodes de sécheresse et de pluie. La totalité de la commune est en aléa moyen ou fort (88,8 % au niveau départemental et 48,5 % au niveau national). Sur les 774 bâtiments dénombrés sur la commune en 2019, 774 sont en aléa moyen ou fort, soit 100 %, à comparer aux 98 % au niveau départemental et 54 % au niveau national. Une cartographie de l'exposition du territoire national au retrait gonflement des sols argileux est disponible sur le site du BRGM,.
Par ailleurs, afin de mieux appréhender le risque d’affaissement de terrain, l'inventaire national des cavités souterraines permet de localiser celles situées sur la commune.
Concernant les mouvements de terrains, la commune a été reconnue en état de catastrophe naturelle au titre des dommages causés par la sécheresse en 1989, 2003, 2016 et 2017 et par des mouvements de terrain en 1999.

#### Risques technologiques
La commune est en outre située en aval du barrage de Cap de Long sur la Neste de Couplan (département des Hautes-Pyrénées). À ce titre elle est susceptible d’être touchée par l’onde de submersion consécutive à la rupture de cet ouvrage.

## Histoire
Les familles de Gramont et de la Mothe ont fourni les seigneurs de Saubens.
La liste exhaustive de ces seigneurs de Saubens n'a pas été établie. Nous citerons néanmoins :
- Jean de Gramont, seigneur de Saubens vers 1450
- Jean de Gramont, seigneur de Saubens et de la Hillière qui épousa Anne de Polastron de la Hillière en 1567
- Adrien de La Mothe de Gramont, seigneur de Saubens.

### Héraldique
| Blason de Saubens | Blason  | D'azur à la rivière d'argent en perspective coulant du flanc dextre, en fasce abaissée vers senestre, surmontée à dextre d'une croix cléchée et pommetée de douze pièces d'or, remplie de gueules, et à senestre d'une façade d'église de gueules ouverte de trois baies d'argent rangées en fasce, la seconde et la troisième chargées d'une cloche d'azur, et surmontées d'une ouverture en demi-cercle de sable ; aux deux épis de blé d'or brochant en pointe à dextre sur le tout ; à l'inscription en capitales d'or "SAUBENS" en chef. |
| Blason de Saubens | Détails | Le statut officiel du blason reste à déterminer. |

| Figure | Nom et blasonnement                                                                                |
|        | Maison de Gramont D'or, au lion d'azur, armé et lampassé de gueules. Devise: A RESISTENTE CORONOR. |

## Politique et administration

### Administration municipale

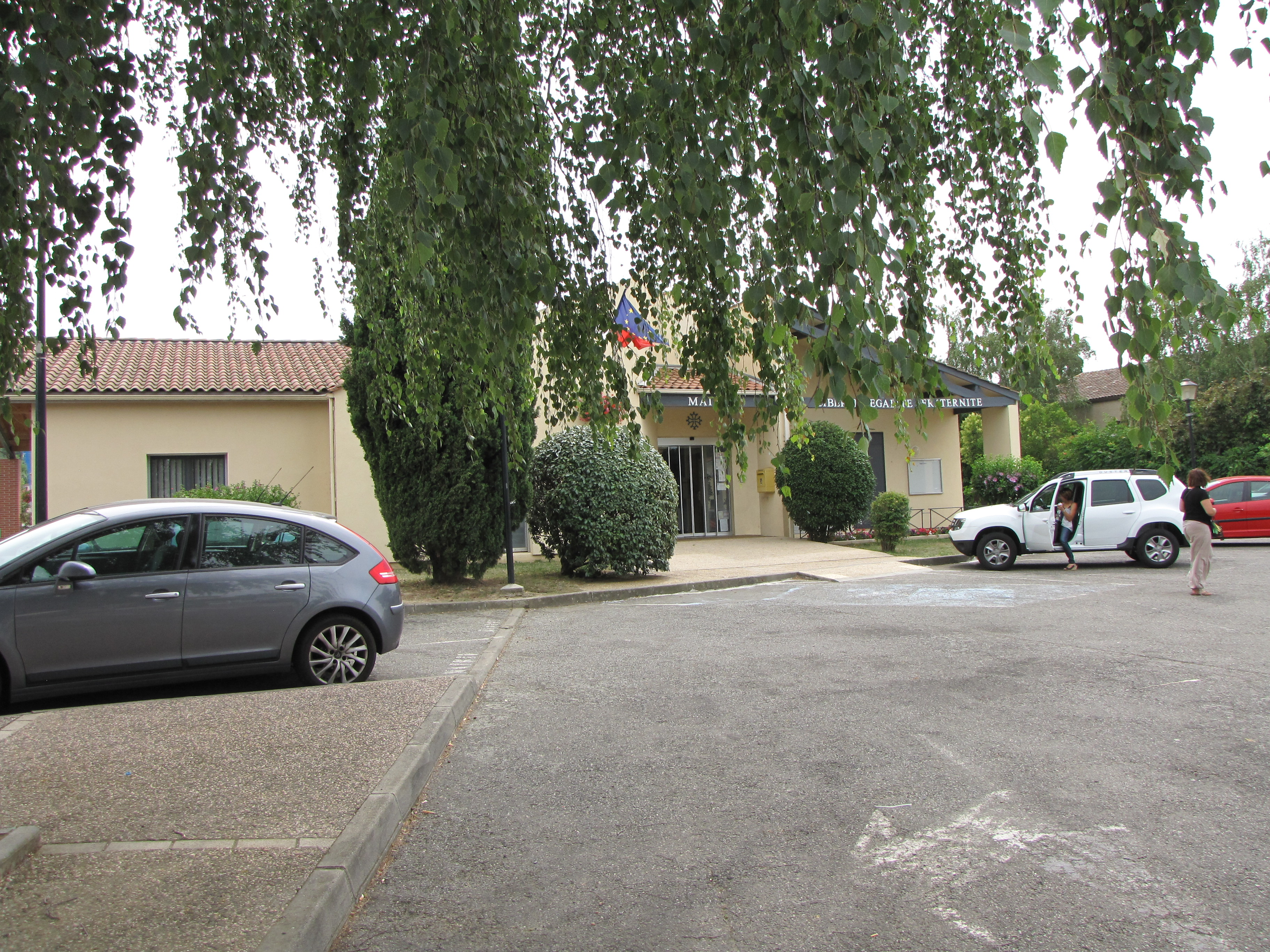
La mairie.

Le nombre d'habitants au recensement de 2017 étant compris entre 1 500 habitants et 2 499 habitants, le nombre de membres du conseil municipal pour l'élection de 2020 est de dix-neuf,.

### Rattachements administratifs et électoraux
Commune faisant partie de la neuvième circonscription de la Haute-Garonne de la communauté d'agglomération du Muretain et du canton de Portet-sur-Garonne.

### Liste des maires
| Période   | Période   | Identité             | Étiquette | Qualité                                       |
| --------- | --------- | -------------------- | --------- | --------------------------------------------- |
| 1790      | 1792      | Géraud Lavergne      |           | 1er maire                                     |
| 1792      | 1796      | François Bories      |           |                                               |
| 1796      | 1800      | Jean Tamon           |           |                                               |
| 1800      | 1806      | Jean Broustet        |           |                                               |
| 1806      | 1815      | Jean Tamon           |           |                                               |
| 1815      | 1816      | François Maury       |           |                                               |
| 1816      | 1819      | Dominique Capdeville |           |                                               |
| 1819      | 1830      | François Sendrane    |           |                                               |
| 1830      | 1832      | Jean Lavergne        |           |                                               |
| 1832      | 1836      | Jean Tressarieu      |           |                                               |
| 1836      | 1839      | Mathieu Cousse       |           |                                               |
| 1839      | 1842      | Jean Lacombe         |           |                                               |
| 1842      | 1846      | Mathieu Cousse       |           |                                               |
| 1846      | 1850      | Dominique Capdeville |           |                                               |
| 1850      | 1851      | Jean Pierre Lacombe  |           |                                               |
| 1851      | 1860      | Bernard Antarieu     |           |                                               |
| 1860      | 1865      | Gaspard Monjuif      |           |                                               |
| 1865      | 1870      | Pierre Granier       |           |                                               |
| 1870      | 1874      | Pierre Granier       |           |                                               |
| 1874      | 1876      | Pierre Bernadat      |           |                                               |
| 1876      | 1896      | Pierre Granier       |           |                                               |
| 1896      | 1925      | Dominique Capdeville |           |                                               |
| 1925      | 1929      | Julien Denat         |           |                                               |
| 1929      | 1959      | Pierre Monjuif       |           |                                               |
| 1959      | 1963      | Jean Vales           |           |                                               |
| 1963      | 1965      | Armand Puech         |           |                                               |
| 1965      | 1980      | Clément Réal         |           |                                               |
| 1980      | 1983      | Jean-Louis Lefebvre  |           |                                               |
| 1983      | 1984      | Pierre Arquier       |           |                                               |
| 1984      | juin 1995 | Jean-Louis Lefebvre  |           |                                               |
| juin 1995 | mars 2014 | Jean-Claude Cassagne |           | Retraité de la fonction publique territoriale |
| mars 2014 | En cours  | Jean-Marc Bergia     | DVG       | Cadre de santé infirmier                      |

### Jumelages
- Trichiana (Italie) Vénétie[39].

## Population et société

### Démographie
| 1793 | 1800 | 1806 | 1821 | 1831 | 1836 | 1841 | 1846 | 1851 |
| ---- | ---- | ---- | ---- | ---- | ---- | ---- | ---- | ---- |
| 231  | 274  | 292  | 354  | 319  | 341  | 309  | 320  | 303  |

| 1856 | 1861 | 1866 | 1872 | 1876 | 1881 | 1886 | 1891 | 1896 |
| ---- | ---- | ---- | ---- | ---- | ---- | ---- | ---- | ---- |
| 300  | 249  | 253  | 215  | 230  | 245  | 240  | 231  | 208  |

| 1901 | 1906 | 1911 | 1921 | 1926 | 1931 | 1936 | 1946 | 1954 |
| ---- | ---- | ---- | ---- | ---- | ---- | ---- | ---- | ---- |
| 188  | 176  | 184  | 165  | 158  | 190  | 169  | 167  | 197  |

| 1962 | 1968 | 1975 | 1982 | 1990  | 1999  | 2006  | 2007  | 2012  |
| ---- | ---- | ---- | ---- | ----- | ----- | ----- | ----- | ----- |
| 196  | 222  | 536  | 898  | 1 010 | 1 299 | 1 670 | 1 723 | 2 065 |

| 2017  | 2022  | - | - | - | - | - | - | - |
| ----- | ----- | - | - | - | - | - | - | - |
| 2 225 | 2 351 | - | - | - | - | - | - | - |

| selon la population municipale des années : | 1968 | 1975 | 1982 | 1990 | 1999 | 2006 | 2009 | 2013 |
| Rang de la commune dans le département      | 293  | 138  | 124  | 115  | 116  | 108  | 105  | 99   |
| Nombre de communes du département           | 592  | 582  | 586  | 588  | 588  | 588  | 589  | 589  |

### Enseignement
Saubens fait partie de l'académie de Toulouse.
L'éducation est assurée sur la commune par le groupe scolaire « Le Petit Prince » (école maternelle et école élémentaire).

### Culture
Salle polyvalente, espace culturel.

### Activités sportives
Tennis, football, pétanque, chasse, cyclisme.

### Écologie et recyclage
La collecte et le traitement des déchets des ménages et des déchets assimilés ainsi que la protection et la mise en valeur de l'environnement se font dans le cadre de la communauté d'agglomération du Muretain.

## Économie

### Revenus
En 2018  (données Insee publiées en septembre 2021), la commune compte 866 ménages fiscaux, regroupant 2 329 personnes. La médiane du revenu disponible par unité de consommation est de 26 970 € (23 140 € dans le département). 70 % des ménages fiscaux sont imposés (55,3 % dans le département).

### Emploi
|                | 2008  | 2013  | 2018  |
| -------------- | ----- | ----- | ----- |
| Commune        | 6,3 % | 5,9 % | 6,3 % |
| Département    | 7,7 % | 9,6 % | 9,3 % |
| France entière | 8,3 % | 10 %  | 10 %  |

En 2018, la population âgée de 15 à 64 ans s'élève à 1 410 personnes, parmi lesquelles on compte 79,5 % d'actifs (73,2 % ayant un emploi et 6,3 % de chômeurs) et 20,5 % d'inactifs,. Depuis 2008, le taux de chômage communal (au sens du recensement) des 15-64 ans est inférieur à celui de la France et du département.
La commune fait partie de la couronne de l'aire d'attraction de Toulouse, du fait qu'au moins 15 % des actifs travaillent dans le pôle,. Elle compte 201 emplois en 2018, contre 170 en 2013 et 184 en 2008. Le nombre d'actifs ayant un emploi résidant dans la commune est de 1 040, soit un indicateur de concentration d'emploi de 19,3 % et un taux d'activité parmi les 15 ans ou plus de 64,8 %.
Sur ces 1 040 actifs de 15 ans ou plus ayant un emploi, 129 travaillent dans la commune, soit 12 % des habitants. Pour se rendre au travail, 89,7 % des habitants utilisent un véhicule personnel ou de fonction à quatre roues, 2,4 % les transports en commun, 5,2 % s'y rendent en deux-roues, à vélo ou à pied et 2,7 % n'ont pas besoin de transport (travail au domicile).

### Activités hors agriculture

#### Secteurs d'activités
122 établissements sont implantés  à Saubens au 31 décembre 2019. Le tableau ci-dessous en détaille le nombre par secteur d'activité et compare les ratios avec ceux du département,.
| Secteur d'activité                                                                                        | Commune | Commune | Département |
| Secteur d'activité                                                                                        | Nombre  | %       | %           |
| --- | ------- | ------- | ----------- |
| Ensemble                                                                                                  | 122     | 100 %   | (100 %)     |
| Industrie manufacturière, industries extractives et autres                                                | 3       | 2,5 %   | (5,7 %)     |
| Construction                                                                                              | 29      | 23,8 %  | (12 %)      |
| Commerce de gros et de détail, transports, hébergement et restauration                                    | 21      | 17,2 %  | (25,9 %)    |
| Information et communication                                                                              | 3       | 2,5 %   | (4,1 %)     |
| Activités financières et d'assurance                                                                      | 2       | 1,6 %   | (3,8 %)     |
| Activités immobilières                                                                                    | 3       | 2,5 %   | (4,2 %)     |
| Activités spécialisées, scientifiques et techniques et activités de services administratifs et de soutien | 25      | 20,5 %  | (19,8 %)    |
| Administration publique, enseignement, santé humaine et action sociale                                    | 16      | 13,1 %  | (16,6 %)    |
| Autres activités de services                                                                              | 20      | 16,4 %  | (7,9 %)     |

Le secteur de la construction est prépondérant sur la commune puisqu'il représente 23,8 % du nombre total d'établissements de la commune (29 sur les 122 entreprises implantées  à Saubens), contre 12 % au niveau départemental.

#### Entreprises et commerces
Les cinq entreprises ayant leur siège social sur le territoire communal qui génèrent le plus de chiffre d'affaires en 2020 sont : 
- Sweet Up!, programmation informatique (140 k€) ;
- Icibox, entreposage et stockage non frigorifique (127 k€) ;
- Becchio Electricite, travaux d'installation électrique dans tous locaux (122 k€) ;
- Taxi La Main, transports de voyageurs par taxis (88 k€) ;
- Eco Concept Maitrise D'oeuvre, construction d'autres bâtiments (54 k€).

### Agriculture
|               | 1988 | 2000 | 2010 | 2020 |
| ------------- | ---- | ---- | ---- | ---- |
| Exploitations | 16   | 9    | 4    | 5    |
| SAU (ha)      | 640  | 654  | 469  | 479  |

La commune est dans « les Vallées », une petite région agricole consacrée à la polyculture sur les plaines et terrasses alluviales qui s’étendent de part et d’autre des sillons marqués par la Garonne et l’Ariège. En 2020, l'orientation technico-économique de l'agriculture  sur la commune est la culture de céréales et/ou d'oléoprotéagineuses. Cinq exploitations agricoles ayant leur siège dans la commune sont dénombrées lors du recensement agricole de 2020 (16 en 1988). La superficie agricole utilisée est de 479 ha,,.

## Culture locale et patrimoine

### Lieux et monuments

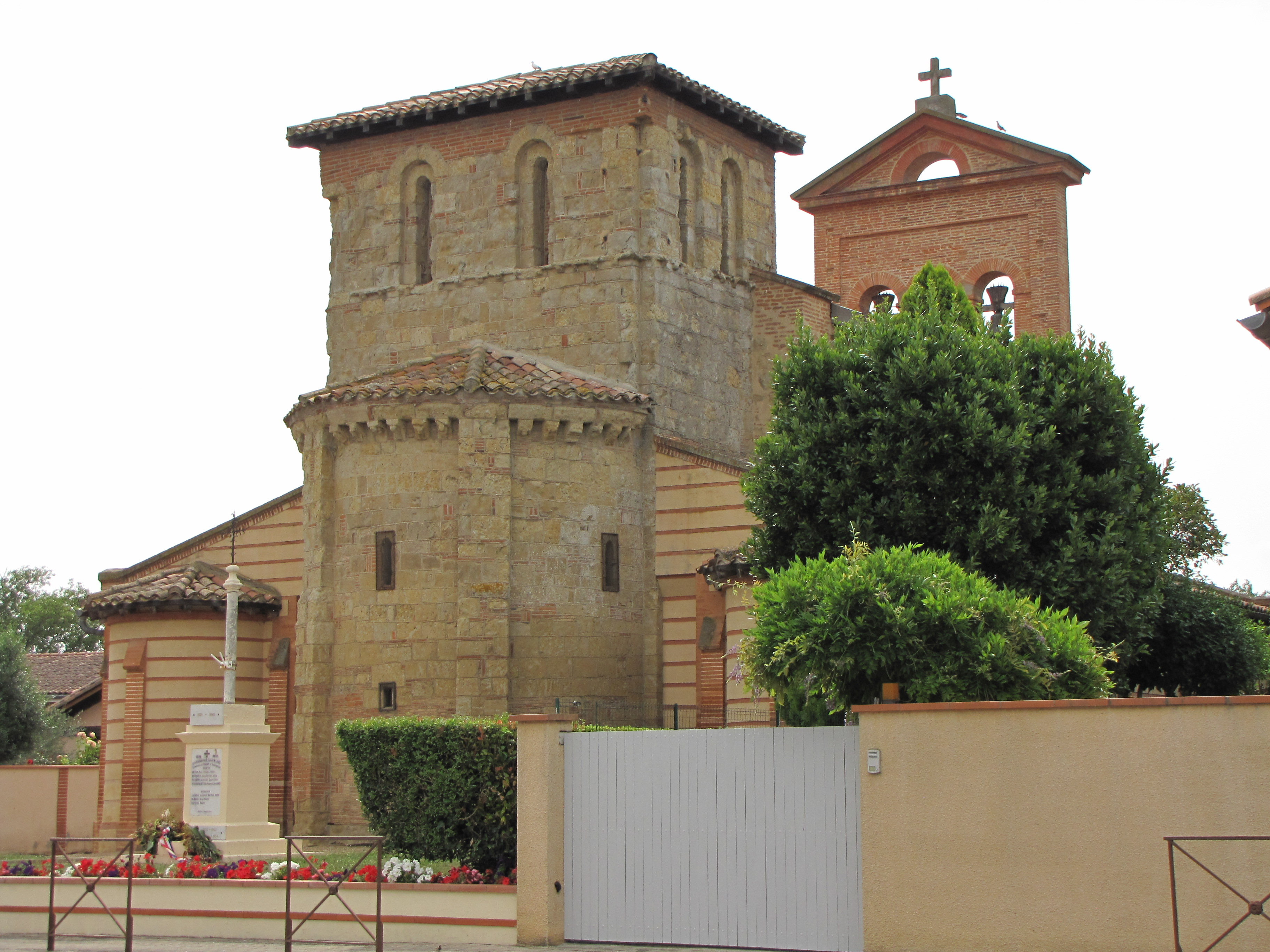
Église Notre-Dame de Saubens.

- Église Notre-Dame de Saubens, église du XIIIe siècle. Le chevet et le clocher sont inscrits au titre des monuments historiques depuis 1926. L'église est inscrite au titre des monuments historiques depuis 1991[53].

## Pour approfondir